# Rafalivka
Rafalivka (en ukrainien : Рафалівка) ou Rafalovka (en russe : Рафаловка ; en polonais : Rafałówka) est une commune urbaine de l'oblast de Rivne, en Ukraine. Sa population s'élevait à 3 462 habitants en 2021.

## Géographie
Rafalivka se trouve dans le raïon de Volodymyrets. Elle est située à 79 km au nord de Rivne et à 16 km — 20 km par la route — au sud-ouest de Volodymyrets.

## Histoire
L'origine de Rafalivka remonte à la construction d'une petite gare ferroviaire sur la ligne Kiev – Sarny – Kovel, en 1902. La gare reçut le nom du village le plus proche, Polytsi (en ukrainien : Полиці), distant de 8 km. En 1927, Polytsi fut renommé Nova Rafalivka. Elle reçut le statut de commune urbaine en 1957 ainsi que son nom actuel.
Les armoiries et le gonfalon de Rafalivka, adoptés en 2000, représentent sur des champs rouges et jaunes, une tête d'élan ainsi que des outils symbolisant l'activité ferroviaire.

## Population
Recensements (*) ou estimations de la population :
| 1959* | 1970* | 1979* | 1989* | 2001* | 2013  | 2014  |
| ----- | ----- | ----- | ----- | ----- | ----- | ----- |
| 2 726 | 3 271 | 3 739 | 3 738 | 3 419 | 3 406 | 3 429 |

| 2015  | 2016  | 2017  | 2018  | 2019  | 2020  | 2021  |
| ----- | ----- | ----- | ----- | ----- | ----- | ----- |
| 3 484 | 3 488 | 3 495 | 3 499 | 3 473 | 3 461 | 3 462 |

## Économie
L'économie de Rafalivka repose sur l'activité de sa gare ferroviaire, sur la ligne Sarny – Kovel, ensuite sur le travail du bois (bois d'œuvre, meubles) et une usine d'asphalte.